# Scybalista
Scybalista là một chi bướm đêm thuộc họ Crambidae.